# Crax
Crax – rodzaj ptaków z rodziny czubaczy (Cracidae).

## Zasięg występowania
Rodzaj obejmuje gatunki występujące w Meksyku, Ameryce Centralnej i Południowej.

## Morfologia
Długość ciała 68–95 cm; masa ciała samców 2700–4800 g, samic 2200–4270 g.

## Systematyka

### Etymologia
- Crax (Craxa): gr. κρα kra – humorystyczny skrót od κρανος kranos „hełm” (por. κρας kras „głowa”; ουραξ ourax niezidentyfikowany ptak łowny, być może głuszec)[8].
- Alector: epitet gatunkowy Crax alector Linnaeus, 1766; gr. αλεκτωρ alektōr, αλεκτορος alektoros – kogucik[9]. Gatunek typowy: Crax alector Linnaeus, 1766.
- Sphaerolaryngus: gr. σφαιρος sphairos – kula, piłka, od σφαιροω sphairoō – zaokrąglać; λαρυγξ larunx, λαρυγγος larungos – tchawica, gardło[10]. Gatunek typowy: Crax alberti Fraser, 1852.

### Podział systematyczny
Do rodzaju należą następujące gatunki:
- Crax rubra Linnaeus, 1758 – czubacz zmienny
- Crax alberti Fraser, 1852 – czubacz niebieskodzioby
- Crax daubentoni G.R. Gray, 1867 – czubacz żółtoguzy
- Crax alector Linnaeus, 1766 – czubacz kędzierzawy
- Crax fasciolata von Spix, 1825 – czubacz gołolicy
- Crax globulosa von Spix, 1825 – czubacz koralowy
- Crax blumenbachii von Spix, 1825 – czubacz czerwonodzioby